# Gercourt-et-Drillancourt
Gercourt-et-Drillancourt település Franciaországban, Meuse megyében. Lakosainak száma 123 fő (2022. január 1.). Gercourt-et-Drillancourt Béthincourt, Consenvoye, Cuisy, Dannevoux, Forges-sur-Meuse és Septsarges községekkel határos.

## Népesség
A település népességének változása:
| Lakosok száma | 201  | 159  | 152  | 135  | 149  | 123  | 106  | 98   | 107  | 123  |
|               | 1968 | 1982 | 1990 | 2006 | 2013 | 2015 | 2017 | 2019 | 2020 | 2022 |